# Тёмная долина
«Тёмная долина» (нем. Das finstere Tal) — австрийско-немецкий кинофильм режиссёра Андреаса Прохазки, снятый в 2014 году в стиле вестерна. Сценарий ленты создан на основе одноимённого романа немецкого писателя и журналиста Томаса Вильмана. В главных ролях — Сэм Райли, Паула Бер и Тобиас Моретти.
Картина была выдвинута от Австрии в номинации на премию «Оскар» 2015 года за лучший фильм на иностранном языке, однако не вошла в число номинантов.

## Сюжет
Действие происходит в уединённой альпийской деревне, расположенной высоко в горах. Туда приезжает незнакомец, которого местные жители встречают настороженно. Он представляется Грейдером, фотографом из Америки, и просит разрешения провести в их краях всю зиму. Хозяйствующее в деревне семейство Бреннеров — шесть братьев и их отец — соглашаются, поскольку Грейдер предлагает заплатить; кроме того, им не кажется, что от него может исходить какая-то опасность. Всё, что происходит после, показывает, насколько они были неправы.

## В ролях
На премьере фильма в Австрии (Вена, 11 февраля 2014)
| Актёр               | Роль                              |
| ------------------- | --------------------------------- |
| Сэм Райли           | Грейдер                           |
| Паула Бер           | Луци                              |
| Тобиас Моретти      | Ганс Бреннер — один из братьев    |
| Гельмут Хойслер     | Хуберт Бреннер — один из братьев  |
| Мартин Лойтгеб      | Отто Бреннер — один из братьев    |
| Клеменс Шик         | Луис Бреннер — один из братьев    |
| Йохан Николусси     | Рудольф Бреннер — один из братьев |
| Флориан Брюкнер     | Эди Бреннер — один из братьев     |
| Ганс-Михаэль Реберг | Бреннер — отец                    |
| Томас Шуберт        | Лукас — жених Луци                |
| Кармен Гратль       | Гадерин — мать Луци               |
| Эрвин Штайхауэр     | пастор Брайслер                   |
| Хайнц Оллеш         | кузнец                            |

Актёры и роли приведены согласно информации на сайте Deutscher Filmpreis.

## Прокат
Мировая премьера фильма «Тёмная долина» состоялась на 64-м Берлинском международном кинофестивале 10 февраля 2014 года, а премьера фильма в Австрии состоялась 11 февраля в венском кинотеатре Gartenbaukino.
Прокат фильма в Германии начался 13 февраля, а в Австрии — 14 февраля 2014 года.
Показ фильма в России начался 18 сентября 2014 года.

## Награды
- Призы Bayerischer Filmpreis[нем.] за лучшую режиссуру (Андреас Прохазка[нем.]) и лучшему актёру (Тобиас Моретти, за роли в фильмах «Тёмная долина» и «Hirngespinster»), Мюнхен, Германия, январь 2014[9].
- Серебряный приз Deutscher Filmpreis за лучший художественный фильм, а также семь золотых призов: за лучшую мужскую роль второго плана (Тобиас Моретти), лучшую работу оператора (Томас Киннаст[нем.]), лучшую музыку к фильму (Маттиас Вебер[нем.]), лучшую работу художника по костюмам (Наташа Куртиус-Носс), лучший монтаж звука, лучшую работу гримёров и лучшие декорации к фильму, Германия, 2014[10].
- Призы Romy за лучший художественный фильм (Андреас Прохазка[нем.]), лучшую работу оператора (Томас Киннаст[нем.]) и лучшему продюсеру, Вена, Австрия, апрель 2014[11].
- Премии Европейской киноакадемии за лучшую работу художника (Клаус-Рудольф Амлер) и за лучшие костюмы (Наташа Курциус-Носс), декабрь 2014[12].